# Brachionus novaezealandiae
Brachionus novaezealandiae är en hjuldjursart som beskrevs av Morris 1913. Brachionus novaezealandiae ingår i släktet Brachionus och familjen Brachionidae. Inga underarter finns listade i Catalogue of Life.